# ميخائيل غوتشالك
ميخائيل غوتشالك هو عداء مسافات متوسطة ألماني، ولد في 22 يونيو 1972 في ريزا في ألمانيا.

## وصلات خارجية
- ميخائيل غوتشالك على موقع الاتحاد الدولي لألعاب القوى (الإنجليزية)
- ميخائيل غوتشالك على موقع أوليمبيديا (الإنجليزية)